# Núpcias Vermelhas (EP)
Núpcias Vermelhas é um compacto duplo do cantor e compositor Dick Danello com Magnetic Sounds (AKA Os Carbonos), de 1974. É a trilha sonora oficial do filme Núpcias Vermelhas.

## Faixas
| N.º            | Título                                   | Duração |  |
| 1.             | "Red Signal" (Dick Danello)              | 2:59    |  |
| 2.             | "Disenchantment" (Dick Danello)          | 2:25    |  |
| 3.             | "The Silence of our Love" (Dick Danello) | 3:24    |  |
| 4.             | "Núpcias Vermelhas" (Dick Danello)       | 4:02    |  |
| Duração total: | Duração total:                           | 12:01   |  |

### Banda
- Dick Danello: idealização, produção e composição
- Os Carbonos: todos os instrumentos